# І останнє...
«І останнє…» — комедійна драма про смертельно хворого підлітка, який став учасником телевізійного шоу, на якому виконують останнє бажання.

## Сюжет
Підлітка Ділана Джеймісона хворого на рак запрошують на телешоу. За умовами телепрограми благодійна організація виконає одне його бажання. Він зізнається, що хоче провести вихідні із моделлю Ніккі Сінклер. Оцінивши таку зустріч як гарну рекламу модель погоджується, але зустріч розчаровує парубка, бо була надто коротка. Засмучений Ділан ще не знає, що їхнє побачення ще попереду.

## У ролях
| Актор          | Роль            |
| -------------- | --------------- |
| Майкл Ангарано | Ділан Джеймісон |
| Синтія Ніксон  | Керол Джеймісон |
| Санні Мабрі    | Ніккі Сінклер   |
| Джина Гершон   | Арлін           |
| Джонні Месснер | Джейсон О'Маллі |
| Вайклеф Жан    | Емметт          |
| Ітан Гоук      | Ерл Джеймісон   |

## Створення фільму

### Виробництво
Зйомки фільму проходили в Пенсільванії та Нью-Йорку, США.

### Знімальна група
- Кінорежисер — Алекс Стеєрмарк
- Сценарист — Баррі Стрінгфеллов
- Кінопродюсер — Джейсон Кліот, Сьюзан А. Стовер, Джоана Віченте
- Композитор — Антон Санко
- Кінооператор — Кріс Норр
- Кіномонтаж — Майкл Беренбаум
- Художник-постановник — Стівен Беатріс
- Художник по костюмах — Джилл Невелл
- Підбір акторів — Аманда Гардінг, Аманда Коблін[2].

## Сприйняття
Фільм отримав змішані відгуки. На сайті Rotten Tomatoes оцінка стрічки становить 11 % на основі 9 відгуків від критиків (середня оцінка 3,8/10) і 61 % від глядачів із середньою оцінкою 3,1/5 (21 324 голоси). Фільму зарахований «гнилий помідор» від кінокритиків та «попкорн» від глядачів, Internet Movie Database — 6,7/10 (3 756 голосів), Metacritic — 44/100 (17 відгуків критиків) і 7,6/10 від глядачів (7 голосів).